# Пісто
Пісто (ісп. pisto) — іспанська (зокрема, баскська) страва з томатів, цибулі, баклажанів або кабачків, зеленого і червоного перцю та оливкової олії. Вона схожа на рататуй і зазвичай подається теплим з яєчнею та хлібом. Також вона використовується як начинка для пирога.
Цю страву часто називають Пісто Манчі за походження з історичної області Іспанії Ла-Манча. А Pisto a la Bilbaína, яка прийшла з Більбао, — це кабачки і зелений перець у томатному соусі, іноді злегка перемішані з яйцями.

## Інші значення
- У Мексиці та на південному сході США «Пісто» — сленгова назва пива.
- У Гондурасі, Гватемалі та Сальвадорі «Пісто» — сленгова назва грошей.